# Mesosemia impedita
Mesosemia impedita is een vlindersoort uit de familie van de prachtvlinders (Riodinidae), onderfamilie Riodininae.
Mesosemia impedita werd in 1909 beschreven door Stichel.